# شاندرايان 1
شاندرايان 1 هي مهمة فضائية هندية قامت بها منظمة البحوث الفضائية الهندية، وهي تستهدف وضع قمر صناعي في مدار حول القمر سنتين من أجل تجريب قدرات الهند في استكشاف الفضاء. انطلاق هاته المهمة كان في 1 أكتوبر 2008 من مركز سريهاريكوتا الفضائي. تبلغ ميزانيتها ثمانين مليون دولار ستقوم برحلتين اخريين في 2010 و2012.
أطلقت الهند المركبة الفضائية باستخدام صاروخ بي إس إل في-إكس إل «مركبة إطلاق الأقمار الصناعية القطبية» في 22 أكتوبر 2008 في الساعة 00:52 يو تي سي «توقيت عالمي موّحد» من مركز ساتيش دوان الفضائي، في سريهاريكوتا، أندرا برديش. كانت المهمة بمثابة دفعة كبيرة لبرنامج الفضاء الهندي، إذ بحثت الهند وطورت في التكنولوجيا الخاصة بها من أجل استكشاف القمر. أُدخلت المركبة في المدار القمري في 8 نوفمبر 2008.
في 14 نوفمبر 2008، فُصل مسبار التصادم القمري عن المركبة المدارية شاندرايان في الساعة 14:36 يو تي سي، وضرب القطب الجنوبي بطريقة مسيطر عليها، ما جعل الهند رابع دولة تضع شارة علمها على القمر. ارتطم المسبار قرب فوهة شاكلتون في الساعة 15:01 يو تي سي، مخرجًا التربة شبه السطحية التي يمكن تحليلها من أجل الكشف عن وجود الجليد المائي القمري. سمي موقع التصادم باسم نقطة جواهر.
بلغت التكلفة التقديرية للمشروع 386 «كرور» عشرة ملايين روبية «56 مليون دولار أمريكي».
كان الغرض منه هو مسح سطح القمر على مدى فترة عامين، لصنع خريطة كاملة للتركيب الكيميائي على السطح والطبوغرافيا ثلاثية الأبعاد. المناطق القطبية لها أهمية خاصة؛ لأنها قد تحتوي على جليد مائي. ومن بين إنجازاته العديدة اكتشاف الوجود الواسع لجزيئات الماء في التربة القمرية.
بعد ما يقارب العام، بدأت المركبة المدارية تعاني من العديد من المشكلات التقنية بما في ذلك فشل جهاز تعقب النجوم وضعف التدريع الحراري؛ لذا توقفت شاندرايان-1 عن التواصل في حوالي الساعة 20:00 يو تي سي في 28 أغسطس 2009، بعد فترة وجيزة أعلنت «آي إس آر أو» «منظمة البحوث الفضائية الهندية» رسميًا انتهاء المهمة. عملت شاندرايان-1 مدة 312 يومًا بدلًا من السنتين المخطط لهما، لكن المهمة حققت معظم أهدافها العلمية.
في 2 يوليو 2016، استخدمت ناسا أنظمة الرادار الأرضية لإعادة تحديد موقع شاندرايان-1 في مدارها القمري، بعد أكثر من سبع سنوات من توقفها. سمحت المراقبة المتكررة على مدى الأشهر الثلاثة المقبلة بتحديد مدارها بدقة والذي يتفاوت بين 150 و270 كم «93 و168 ميل» في الارتفاع كل عامين.

## نبذة تاريخية
أعلن رئيس الوزراء أتال بيهاري فاجبايى مشروع شاندرايان 1 في مساره في خطاب يوم الاستقلال في 15 أغسطس 2003. كانت المهمة بمثابة دفعة قوية لبرنامج الفضاء الهندي. طُرحت فكرة المهمة العلمية الهندية إلى القمر لأول مرة في عام 1999 خلال اجتماع للأكاديمية الهندية للعلوم. نفذت الجمعية الهندية للملاحة الفضائية «ايه سي آي» الفكرة في عام 2000. بعد فترة وجيزة، أنشأت منظمة أبحاث الفضاء الهندية آي إس آر أو فريق عمل البعثة القمرية الوطنية التي خلصت إلى أن آي إس آر أو لديها الخبرة التقنية للقيام بمهمة هندية إلى القمر. في أبريل 2003، ناقش أكثر من 100 عالم هندي بارز في مجالات علوم الكواكب والفضاء وعلوم الأرض والفيزياء والكيمياء وعلم الفلك والفيزياء الفلكية وعلوم الهندسة والاتصال- توصية فريق العمل لإطلاق مسبار هندي إلى القمر ووافقوا عليه. بعد ستة أشهر، في نوفمبر، وافقت الحكومة الهندية على المهمة.

## الأهداف
كان للبعثة الأهداف المعلنة التالية:
- تصميم مركبة إطلاق هندية الصنع وتطويرها وإطلاقها ووضعها في مدار مركبة فضائية حول القمر.
- إجراء تجارب علمية باستخدام أدوات على المركبة الفضائية والتي من شأنها أن تنتج البيانات:
  - لإعداد أطلس ثلاثي الأبعاد «بتحليل ارتفاعي وحيزّي مرتفع 5-10 أمتار أو 16-33 قدمًا» لكلا الجانبين القريب والبعيد للقمر.
  - من أجل المسح الكيميائي والمعدني لسطح القمر بأكمله بتحليل حيزّي عالٍ، ومسح خاص للعناصر الكيميائية المغنسيوم والألومنيوم والسيليكون والكالسيوم والحديد والتيتانيوم والرادون واليورانيوم والثوريوم
- زيادة المعرفة العلمية.
- اختبار تأثير تصادم شبه القمر الصناعي «مسبار التصادم القمري- إم آي بي» على سطح القمر باعتباره السبّاق من أجل مهمات الهبوط السهل المستقبلية.

من أجل تحقيق هدفها، حددت البعثة هذه الأهداف:
- التصوير المعدني والكيميائي عالي الدقة في المناطق الشمالية والجنوبية القطبية المحجوبة بشكل دائم.
- البحث عن الجليد المائي السطحي أو شبه السطحي، خاصة في القطبين القمريين.
- تحديد المواد الكيميائية في صخور المرتفعات القمرية.
- الطبقات الكيميائية للقشرة القمرية عبر الاستشعار عن بعد لمنتصف مرتفعات الفُوَه البركانية الكبيرة للقمر، ومنطقة القطب الجنوبي آيتكين «سبار»، موقع متوقع للمواد الباطنية.
- تعيين التباين في الارتفاع لملامح سطح القمر.
- مراقبة طيف الأشعة السينية الأكبر من 10 كيلو فولت وتغطية مجسمة لمعظم سطح القمر بدقة 5 م (16 قدم).
- تقديم رؤى جديدة في فهم أصل القمر وتطوره.

## المواصفات

### الكتلة
بلغت كتلته 1,380 كلغ (3,042 رطل) عند الإطلاق، 675 كلغ (1,488 رطل) في المدار القمري، و523 كلغ (1,153 رطل) بعد إطلاق المصادم.

### الأبعاد
مكعبة في الشكل حوالي 1.5 متر (4.9 قدم).

### الاتصالات
نطاق إكس، هوائي مزدوج مكافئ ذو محورين بقطر 0.7 متر (2.3 قدم) لإرسال بيانات الحمولة. تعمل الاتصالات عن بعد والتتبع والقيادة «تي تي سي» على تردد النطاق إس.

### القوة
كانت المركبة الفضائية تزود أساسًا بالطاقة بواسطة مصفوفة الألواح الشمسية، التي تتضمن لوحة شمسية واحدة تغطي مساحة إجمالية قدرها 2.15 × 1.8 متر (7.1 × 5.9 قدم) وتولد طاقة تبلغ 750 واط في الذروة، والتي تخزَن في بطارية 36 أمبير ساعي ليثيوم أيون للاستخدام أثناء الكسوف.

### الدفع
استخدمت المركبة الفضائية نظامًا للدفع المتكامل ثنائي الداسر (الوقود الدفعي) للوصول إلى المدار القمري بالإضافة إلى المحافظة على المدار والارتفاع أثناء الدوران حول القمر. تتألف محطة الطاقة من محرك واحد بقوة 440 نيوتن وثمانية منظومات دفع بقوة 22 نيوتن. خُزن الوقود والمؤكسد في خزانين سعة كل منهما 390 لترًا (100 جالون أمريكي) لكل منهما.

### الملاحة والتحكم
ثُبتت المركبة بثلاثة محاور مع مستشعرين للنجوم ومدوار (جيروسكوب) وأربع عجلات رد فعل (عجلات توجيه). حملت المركبة وحدتي إدارة الناقل الاحتياطي للتحكم في الموضع، ومعالجة المستشعرات، وتوجيه الهوائي، إلخ.

## الحمولة
كان للحمولة العلمية كتلة بمقدار 90 كيلوغرام (198 رطل) وتحتوي على خمس آلات هندية وست آلات من دول أخرى.

### الآلات الهندية
- كاميرا رسم خرائط التضاريس تي إم سي: هي كاميرا سي موس ذات دقة 5 أمتار (16 قدم) ورقعة 40 كم (25 ميل) في النطاق البنكروماتي (تصوير أبيض وأسود دقيق)، واستخدمت لإنتاج خريطة عالية الدقة للقمر. كان الهدف من هذه الأداة هو رسم خريطة طبوغرافية للقمر بالكامل. تعمل الكاميرا في المنطقة المرئية من الطيف الكهرومغناطيسي وتلتقط الصور المجسمة بالأبيض والأسود. عند استخدامها مع بيانات من أداة تحديد المدى القمري الليزرية «إل إل آر آي»، يمكن أن تساعد في فهم أفضل لحقل الجاذبية القمري كذلك. بُنيت «تي إم سي» بواسطة «آي إس آر أو» لمركز التطبيقات الفضائية «إس إيه سي» في أحمد آباد. اختبر «تي إم سي» في 29 أكتوبر 2008 من خلال مجموعة من الأوامر الصادرة من «استراك».[24][25][26]
- «هاي سي» أو التصوير فوق الطيفي: هي كاميرا سي موس، ترسم الخرائط المعدنية وتعمل في نطاق 400-900 نانومتر مع دقة طيفية تبلغ 15 نانومتر ودقة مكانية تبلغ 80 مترًا (260 قدمًا).
- تحدد «إل إل آر آي» أو «أداة تحديد المدى القمري الليزرية» ارتفاع التضاريس السطحية عن طريق إرسال نبضات من ضوء الليزر بالنطاق دون الأحمر (أشعة تحت حمراء) نحو سطح القمر والكشف عن الجزء المنعكس من ذلك الضوء. عمل بشكل مستمر وجمع 10 قياسات في الثانية للجانبين النهاري والليلي على حد سواء للقمر. طوِّر «إل إل آر آي» بواسطة مختبر أنظمة البصريات الكهربائية في «أي أس أر أو»، بنغالور، واختُبر في 16 نوفمبر 2008.[27][28]